# Pierz, Minnesota
Pierz, Minnesota (енгл. Pierz) град је у америчкој савезној држави Минесота.

## Демографија
По попису из 2010. године број становника је 1.393, што је 116 (9,1%) становника више него 2000. године.
| Група             | 2000.         | 2010.         |
| Белци             | 1.260 (98,7%) | 1.369 (98,3%) |
| Афроамериканци    | 0 (0,0%)      | 0 (0,0%)      |
| Азијати           | 0 (0,0%)      | 3 (0,2%)      |
| Хиспаноамериканци | 1 (0,1%)      | 9 (0,6%)      |
| Укупно            | 1.277         | 1.393         |